# Радово-Велике
Радово-Велике (пол. Radowo Wielkie, нім. Groß Raddow) — село в Польщі, у гміні Радово-Мале Лобезького повіту Західнопоморського воєводства.
Населення — 306 осіб (2011).
У 1975-1998 роках село належало до Щецинського воєводства.

## Демографія
Демографічна структура станом на 31 березня 2011 року:
|          | Загалом | Допрацездатний вік | Працездатний вік | Постпрацездатний вік |
| -------- | ------- | ------------------ | ---------------- | -------------------- |
| Чоловіки | 159     | 29                 | 113              | 17                   |
| Жінки    | 147     | 37                 | 80               | 30                   |
| Разом    | 306     | 66                 | 193              | 47                   |